# Schlussfeier der Olympischen Sommerspiele 2020

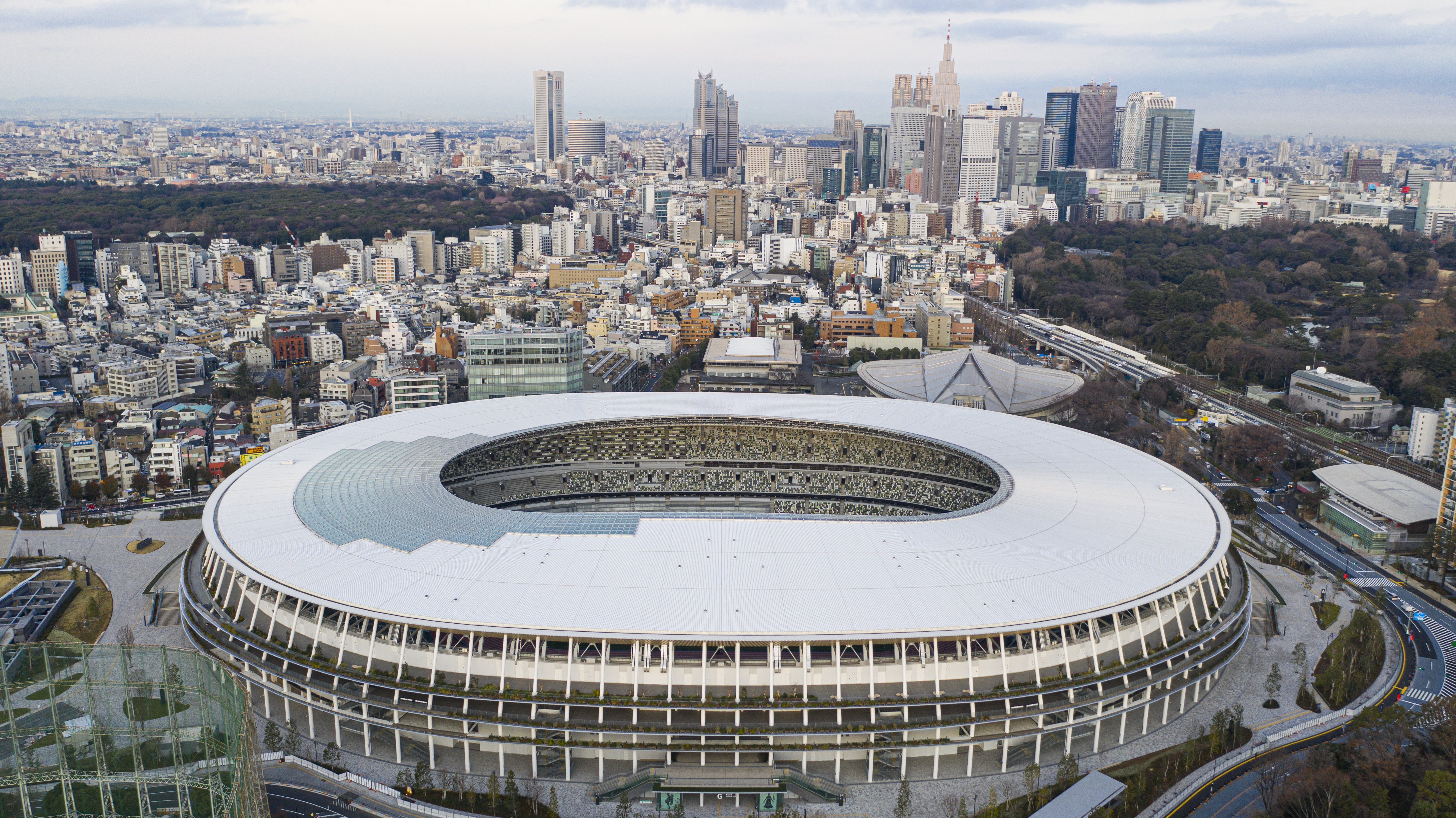
Austragungsort: Olympiastadion von Tokio im Januar 2020

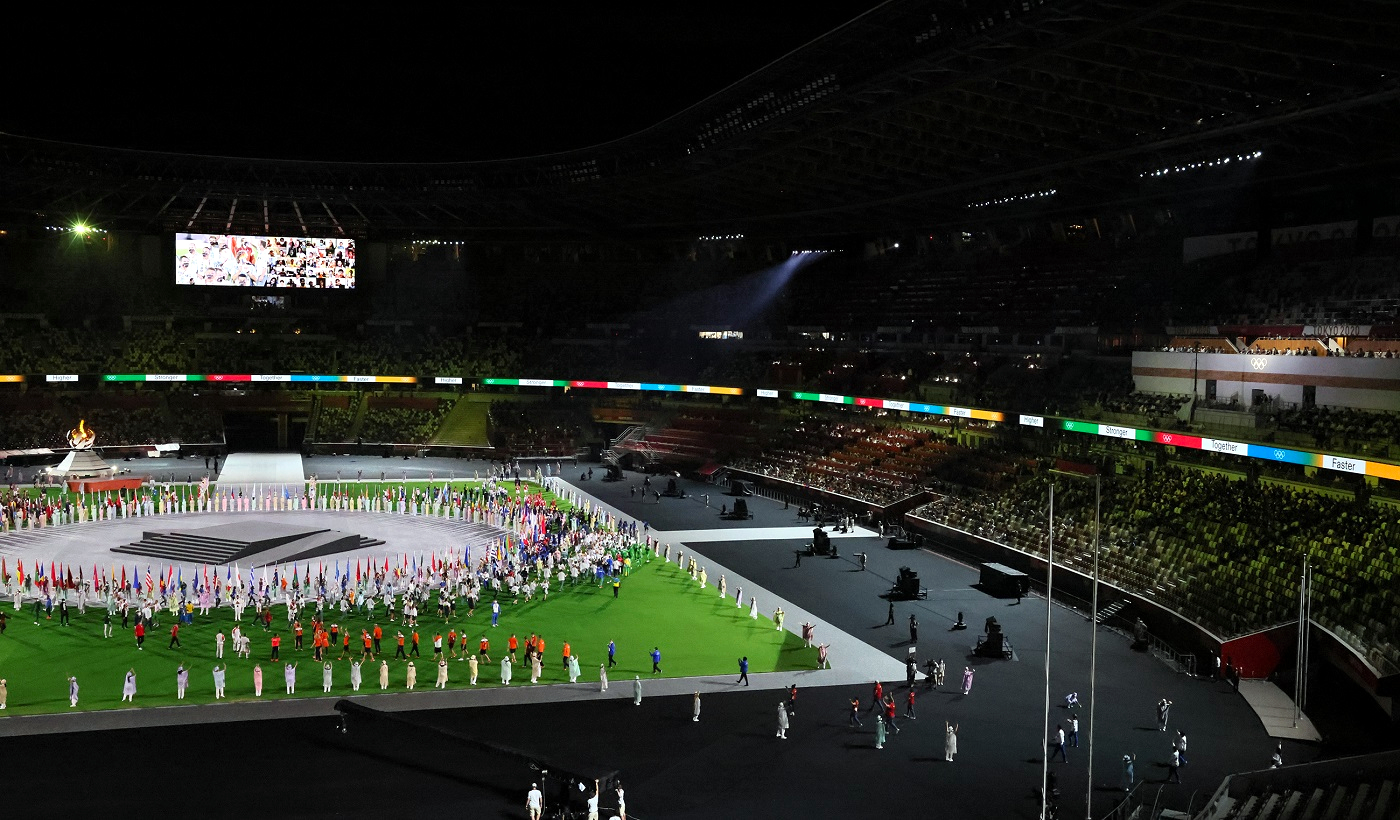
Szene von der Schlussfeier

Die Schlussfeier der Olympischen Sommerspiele 2020 (japanisch: 2020年東京オリンピックの閉会式) fand am 8. August 2021 um 20:00 Uhr Ortszeit (13:00 Uhr MESZ) im Olympiastadion von Tokio in Japan statt. Sie war die Beendigung der XXXII. Olympischen Spiele der Neuzeit und spiegelt den Beginn der Olympiade wider. Zusammen mit der Eröffnungsfeier der Olympischen Sommerspiele 2020 bildet sie die zeitliche Umrahmung der Olympischen Sommerspiele.
Ursprünglich sollten die Spiele vom 24. Juli bis 9. August 2020 abgehalten werden, wurden jedoch wegen der COVID-19-Pandemie um ein Jahr verschoben, weshalb auch diese Zeremonie ein Jahr verspätet stattfand und erstmals Olympische Sommerspiele außerhalb des üblichen 4-Jahres-Rhythmus stattfanden.

## Bedeutung
Während der Schlussfeier der Spiele von Tokio wurde traditionell die olympische Flagge an den darauffolgenden Gastgeber der Olympischen Sommerspiele 2024, die in Paris (Frankreich) stattfanden, übergeben. Diese wurde wie üblich von der Gouverneurin der Gastgeberstadt, Yuriko Koike, über den Präsidenten des IOC an die Bürgermeisterin der nächsten Gastgeberstadt, Anne Hidalgo übergeben.
Um 22:15 Uhr (15:15 Uhr MESZ) wurde die dem Vulkan Fuji (dem höchsten Berg Japans) nachempfundene olympische Flamme gelöscht.

## Zuschauer
Es waren, wie auch bei der Eröffnungsfeier als auch bei den sportlichen Wettbewerben aufgrund der COVID-19-Pandemie, keine Zuschauer erlaubt. Lediglich offizielle Gäste durften der Zeremonie beiwohnen. So war unter anderem in Abwesenheit des japanischen Kaisers Naruhito dessen jüngerer Bruder, Japans Kronprinz Akishino bei der Feier anwesend.

## Ablauf
Zunächst wurde die Nationalflagge Japans ins Stadion getragen und zu den Klängen der Nationalhymne des Landes gehisst.
Kurz darauf fand der Einmarsch der Fahnenträger statt.
Daraufhin gab es kurze Höhepunkt-Sequenzen der Wettbewerbe, ehe der Einmarsch der Nationen erfolgte, wobei daran nur diejenigen teilnehmen durften, deren Wettbewerbe noch nicht zu lange zurücklagen, da jeder Beteiligte das Land Pandemie-bedingt innerhalb von 48 Stunden nach dem letzten Wettkampf verlassen musste.
Als Ausrichter der kommenden Spiele wurde Paris vorgestellt. Dies geschah erstmals überhaupt mit einer Live-Schalte zum Eiffelturm, wo sich unter anderem Olympiaathleten der Spiele in Tokio einfanden und der kommende Ausrichter feierlich begrüßt wurde.
Unter anderem zur Musik des Tokyo Ska Paradise Orchestra wurde Japan durch die verschiedensten Tanz-, Sport- und Gesangseinlagen, dargeboten von zahlreichen Amateur-Künstlern, verabschiedet.

### Medaillenvergabe im Marathonlauf der Frauen und der Männer
Während der Veranstaltung wurden traditionell die Medaillengewinner der Marathon-Entscheidungen bei den Frauen und den Männern mit der Siegerehrung geehrt; zunächst die Frauen und dann die Männer.
| Platz | Athletin          | Land | Zeit (h)   |
| ----- | ----------------- | ---- | ---------- |
| 1     | Peres Jepchirchir | KEN  | 2:27:20 SB |
| 2     | Brigid Kosgei     | KEN  | 2:27:36 SB |
| 3     | Molly Seidel      | USA  | 2:27:46 SB |

| Platz | Athlet         | Land | Zeit (h)   |
| ----- | -------------- | ---- | ---------- |
| 1     | Eliud Kipchoge | KEN  | 2:08:38    |
| 2     | Abdi Nageeye   | NED  | 2:09:58 SB |
| 3     | Bashir Abdi    | BEL  | 2:10:00 SB |

### Ende der XXXII. Olympischen Sommerspiele
Um 22:07 Uhr (15:07 Uhr MESZ) wurden die XXXII. Olympischen Sommerspiele vom Präsidenten des IOC, Thomas Bach, für beendet erklärt.

## Erwähnenswertes
- Am Ende der Abschlusszeremonie wurden die sieben Buchstaben "ARIGATO (Danke schön)", eine Hommage an die Olympischen Spiele 1964 in Tokio, auf ein großes Videogerät projiziert. Dies imitierte die gleiche Schriftart mit acht Zeichen von "SAYONARA (Auf Wiedersehen)", die bei der Abschlusszeremonie der Olympischen Spiele 1964 in Tokio auf das elektrische Schwarze Brett geschrieben wurde. Mittels Briefen bedankte man sich bei den Sportlern, den Menschen, die sie unterstützten, den Freiwilligen des Turniers, den wichtigsten Mitarbeitern, die in der medizinischen Versorgung, Ernährung, Transport usw. tätig waren, und den Managern, die sie weiterhin unterstützten.[14]